# Zwierzęcina
Zwierzęcina – osada leśna w Polsce położona w województwie wielkopolskim, w powiecie rawickim, w gminie Miejska Górka.